# Ландульф VIII (князь Капуанський)
Ландульф VIII — останній лангобардський князь Капуї (1057—1058), син князя Пандульфа IV і Марії. Спадкував престол після смерті брата Пандульфа VI.
У 1058 князівство Капуанське було завойоване графом Аверським Річардом Дренготом. Папа Римський Віктор III, подорожуючи сільською місцевістю півдня Італії, бачив як діти Ландульфа просили милостиню.